# شونسوفت (شركة)
شونسوفت (بالإنجليزية: Chunsoft Co., Ltd.)‏ (باليابانية: 株式会社チュンソフト)، هي شركة يابانية سابقة أسست سنة 1984م، وكانت مقرها في العاصمة اليابانية طوكيو، حيث أنتجت عدداً من ألعاب الفيديو ومن بينها دراغون كويست ودراغون واريور، أعلنت حلها سنة 2012م بعد دمجها مع شركة سبايك.